# (5526) Kenzo
(5526) Kenzo (1991 UP1) – planetoida z pasa głównego asteroid okrążająca Słońce w ciągu 4 lat i 105 dni w średniej odległości 2,64 j.a. Została odkryta 18 października 1991 roku w Oohira przez Takeshiego Uratę. Nazwa planetoidy pochodzi od Kenzō Suzuki, japońskiego astronoma odkrywcy wielu asteroid.